# Nye landsfiskalsdistrikt
Nye landsfiskalsdistrikt var 1918-1941 ett landsfiskalsdistrikt i Jönköpings län, bildat när Sveriges indelning i landsfiskalsdistrikt trädde i kraft den 1 januari 1918, enligt beslut den 7 september 1917. Landsfiskalsdistriktet avskaffades den 1 oktober 1941 (genom kungörelsen 28 juni 1941) när Sverige fick en ny indelning av landsfiskalsdistrikt och dess område överfördes till Alseda landsfiskalsdistrikt.
Landsfiskalsdistriktet låg under länsstyrelsen i Jönköpings län.

## Ingående områden

### Från 1918
Östra härad:
- Korsberga landskommun
- Lemnhults landskommun
- Nye landskommun
- Näshults landskommun
- Skirö landskommun
- Stenberga landskommun